# Sakharnaia Golova
Sakharnaia Golova (en rus: Остров Сивучьи Камни; Ostrov Sakharnaya Golova) és una petita illa de les illes Xantar, al mar d'Okhotsk. Administrativament pertany al Krai de Khabàrovsk, al Districte Federal de l'Extrem Orient de Rússia.

## Geografia
Té una longitud d'uns 4 km i amb una amplada d'uns 2 km. La seva alçada màxima és de 266 msnm. Es troba 7,5 km a l'oest de l'illa Feklistova.

## Història
Entre 1857 i 1889 va ser freqüentada per baleners estatunidencs a la recerca de balenes de Groenlàndia. Forma part del Pac Nacional de les illes Xantar.